# Fryzyjka miniaturowa
Fryzyjka miniaturowa – rasa kury pochodząca z Holandii. Trafiły one do Holandii wraz z Fryzami. 
Holendrom spodobało się ich prążkowane upierzenie i zaczęto je hodować. W Niemczech były bardzo rzadkie. Obecnie są one coraz częściej spotykane. Miniatury opisane zostały w roku 1990. Zaliczane są do kur ogólnoużytkowych.
Kura w odmianie standardowej znosi 160 jaj rocznie, u miniatur jest to 120 jaj. Jaja są barwy białej, o wadze 30g.

## Wygląd
Tułów jest zaokrąglony, w formie walca. Grzbiet średniej długości, zwężający się do tyłu. Ramiona szerokie. Mocno zagięty, długi, szeroki, i wysoko uniesiony ogon. Kury fryzyjskie są mocną i obficie opierzone. Uda średnie, skoki nie za wysokie. Głowa średniej wielkości lekko podłużna z grzebieniem pojedynczym z 5-6 zębami. Zausznice okrągłe, białe z delikatnym połyskiem, nie za duże lekko podłużne. Część twarzowa czerwona, z delikatnym puchem. Oczy barwy od pomarańczowej do czerwonej w zależności od barwy upierzenie.
Fryzyjka miniaturowa waży: kogut 600g, zaś kura 500g.

## Odmiany
Kury fryzyjskie występują w odmianach prążkowanych (cętkowanych):
- żółta biało cętkowana
- czerwona czarno cętkowana
- złota czarno cętkowana
- cytrynowa czarno cętkowana
- srebrna czarno cętkowana

Koguty u tych odmian są w większości jednolite, ogony w kolorze cętek kury (np: kura żółta biało cętkowana, kogut będzie żółty z białym ogonem), zaś kury są pokryte całe (poza grzywą) w cętki białe lub czarne w zależności od odmiany.
Poza tymi kolorami fryzyjki miniaturowe występują w odmianach barwnych:
- niebieska
- czarna nakrapiana
- czerwona nakrapiana
- niebieska
- biała
- czarna
- jasnożółta z ciemnożółtą grzywą i ogonem